# Enicospilus atrodecoratus
Enicospilus atrodecoratus är en stekelart som beskrevs av Per Abraham Roman 1938. Enicospilus atrodecoratus ingår i släktet Enicospilus och familjen brokparasitsteklar. Inga underarter finns listade i Catalogue of Life.